# 金彩虹大獎
金彩虹大獎（英語：Spectrum Radio Golden Rainbow Award）乃倫敦國際廣播電台舉辦之聽眾選舉活動。每年一月由聽眾選出多個電影、電視及音樂大獎，並設有金彩虹至尊大獎，表揚過去一年為英國華人社會作出貢獻之人士。

## 2007(第一屆)得獎名單
| 最愛華語電影         | 滿城盡帶黃金甲 |
| 最愛外語電影         | 無間道風雲     |
| 最愛電影男明星       | 鄭中基         |
| 最愛電影女明星       | 薛凱琪         |
| 最愛香港電視劇       | 肥田囍事       |
| 最愛電視劇－其他地區 | 神雕俠侶       |
| 最愛電視男藝員       | 吳卓羲         |
| 最愛電視女藝員       | 胡杏兒         |
| 最愛男歌手大獎       | 古巨基         |
| 最愛女歌手大獎       | 衛蘭           |
| 最愛樂壇組合大獎     | 飛輪海         |
| 最愛樂壇新貴         | 泳兒           |

| 金彩虹至尊大獎金獎 | 倫敦市長利民斯東 |
| 金彩虹至尊大獎銀獎 | 李貞駒律師       |
| 金彩虹至尊大獎銅獎 | 林懷耀先生       |

## 外部連結
- 倫敦國際廣播電台華人節目主頁 （页面存档备份，存于）
- 倫敦國際廣播電台華人社區互動網絡 （页面存档备份，存于）
- 即時收聽倫敦國際廣播電台